# 斯特羅瑟 (密蘇里州)
斯特羅瑟（英語：Strother）是位於美國密蘇里州門羅縣的非建制地區。

## 歷史
斯特羅瑟的郵局於1884年設立，其後於1938年停運。

## 地理
斯特羅瑟所處的海拔為高於海平面224米（即735英呎），而該地所採用的時區為UTC-6，即北美中部時區（CST）。同時該地設有夏令時間，為UTC-6調快一小時，即UTC-5（CDT）。